# Plan d'épandage
En France, le plan d'épandage agricole est défini comme un document de synthèse détaillant, en fonction de leur aptitude à l'épandage, les îlots culturaux qui pourront faire l'objet d'épandage d'effluents organiques. Il montre que l'ensemble des effluents d'élevage peut être épandu dans des conditions environnementales satisfaisantes, y compris sur les parcelles mises à disposition par des tiers.
Par îlot cultural, on entend un regroupement de parcelles culturales contiguës, entières ou partielles, portant une ou plusieurs cultures, limité par des éléments facilement repérables et permanents (comme un chemin, une route, un ruisseau...) et stable d'une année sur l'autre. 
D'un point de vue réglementaire, un ilot cultural est "constitué par un ensemble de parcelles contigües, entières ou partielles, homogènes du point de vue de la culture, de l'histoire culturale (succession de culture et apports de fertilisants), et de la nature du terrain".
La base de données permettant la cartographie des îlots culturaux est en France disponible en Open data pour le registre 2010. 
Par parcelle culturale, on entend un ensemble de parcelles appartenant au même îlot cultural, homogènes du point de vue de la culture concernée, de l'histoire culturale (notamment pour ce qui concerne les successions et les apports organiques) et de la nature du terrain.

## Description
Le plan d'épandage comporte au minimum les éléments suivants :
- l'identité et l'adresse de l'exploitant et des éventuels prêteurs de terres ;
- l'identification des parcelles regroupées par îlot cultural et par exploitant ;
- une représentation cartographique établie avec une précision au moins égale à une échelle au 1/12 500 des îlots culturaux concernés, des surfaces exclues de l'épandage et du motif des exclusions en tenant compte de la réglementation (notamment distance vis-à-vis des cours d'eau et tiers, pentes) et des autres contraintes d'épandage (notamment localisation des parcelles, nature du sol) ;
- les surfaces totale et épandable de chaque parcelle ;
- les systèmes de culture (cultures en place et principales successions) ;
- la nature, la teneur en azote avec indication du mode d'évaluation de cette teneur (analyses ou références) et la quantité des effluents qui seront épandus ;
- les doses maximales admissibles par type d'effluent de sol et de cultures en utilisant des références locales ;
- un calendrier prévisionnel d'épandage rappelant, en zone vulnérable, les périodes d'épandage interdit et, en dehors de ces zones, les périodes d'épandage inapproprié ;
- le cas échéant, le solde de la balance globale en phosphore avant engrais minéraux de l'exploitation, exprimé en kg de phosphore par hectare de surface agricole utile (SAU).

- Les parcelles mises à disposition par des tiers font l'objet de contrats écrits reprenant l'ensemble de ces éléments, à l'exception du dernier alinéa.

## Différents types de plans d'épandages
Obligatoires, ou volontaires (dans le cas d’une agriculture raisonnée), ils peuvent concerner :
1. L'épandage de déchets agricoles (non ultimes), d'origine animale ou végétale, riche en matières organiques. il peut s'agir aussi de résidus industriels ou agroalimentaires ayant une valeur agronomique. il peut enfin s'agir de boues issues du nettoyage de véhicules ou produits agricoles, susceptible d'être épandu sur le sol.
2. l'épandage de boues de station d'épuration urbaine.

.. à ne pas confondre avec la planification de l'épandage des pesticides ou de biocides qui n'ont pas pour objet d'enrichir les sols.
- L’épandage, quand il est adapté, est une des manières de « rendre aux sols ce qu’on leur a pris », et pour partie de remédier au fréquent appauvrissement agronomique et écologique des sols agricoles.
- Les produits sont épandus sous forme de fientes ou lisiers, de fumier, d’effluents liquides, de boues pelletables ou en granulés d'épuration, sur le sol (végétalisé ou non), ou enfouis sous le sol (pour limiter les odeurs et le risque sanitaire)
- L’épandage n’est pas toujours bien accepté par les agriculteurs, à la suite d'importants apports de polluants dans le passé, ce qui explique qu’ils exigent parfois un financement pour le service rendu, en dépit du fait que les produits épandus peuvent souvent se substituer à des engrais ou amendements dont ils ont besoin.

## Rôle de la planification de l'épandage
Il s'agit d'une procédure de gestion de risque visant à ce que la capacité des milieux à s'auto-épurer ne soit pas dépassée. Il s’agit aussi que les valeurs limites en métaux lourds ou autres toxiques ne soient pas dépassées. 
Les matériaux épandus contiennent en effet souvent - en quantité variable - des toxiques non biodégradables (métaux lourds par exemple), lentement dégradables (résidus de pesticides, POPs…) ou des produits (azote, phosphore) susceptibles de contribuer à l'eutrophisation ou à une dystrophisation des sols, des eaux (douces, saumâtres, salées, superficielles ou souterraines) et des écosystèmes, il est nécessaire de les épandre sur des sols capables de le supporter (non déjà pollués ou déjà enrichis en azote et phosphore). 
- Le plan d'épandage vise à ce que les mêmes zones (agricoles ou non) ne fassent pas l'objet d'épandages trop fréquents ou par un acteur ignorant qu'un autre acteur a déjà enrichi le milieu par un épandage récent;
- avec la forte augmentation de la démographie, de l’industrie, et avec le développement des stations d’épuration, le tonnage des boues et effluents a fortement augmenté depuis 50 ans. L’amélioration des procédés d’épuration de l’eau s’est traduite par l’augmentation des toxiques ou produits indésirables dans les effluents et boues d’épuration, alors même que la surface agricole disponible pour l’épandage diminuait constamment.
- Dans certains pays les épandages de boues d'épuration sont tolérés ou autorisés en forêt (ex : certains États des États-Unis). Ils ont été soupçonnés de pouvoir gravement contribuer à diffuser des pathogènes, dont le prion de la CWD dans la faune sauvage, notamment quand ces épandages se font sous forme de pulvérisation de liquide, sur des végétaux qui seront consommés par des herbivores. Ce risque a été discuté pour l'établissement des cahiers des charges d'écocertification forestière ; un label tel que le FSC (Forest Stewardship Council) l'interdit, alors qu'en 2005, au moins dans certaines régions, le PEFC l'autorise s'il est autorisé dans le pays et conformément aux lois en vigueur, éventuellement sans limite de tonnage, quand cette limite n'est pas fixée par la Loi. Des épandages en forêt publique ou privée sont expérimentés avec un suivi scientifique et sylvicole en France et de nombreux pays depuis les années 1970.
- un autre intérêt de cette procédure, lorsqu’elle est correctement archivée, est de pouvoir conserver la mémoire des apports et identifier a posteriori l’origine de pollutions ou de dysfonctionnement agronomiques.
- Le développement des SIG simplifie aussi le travail de l’agriculteur et des acteurs qui ont besoin de l’épandage.